# Draeculacephala
Genre

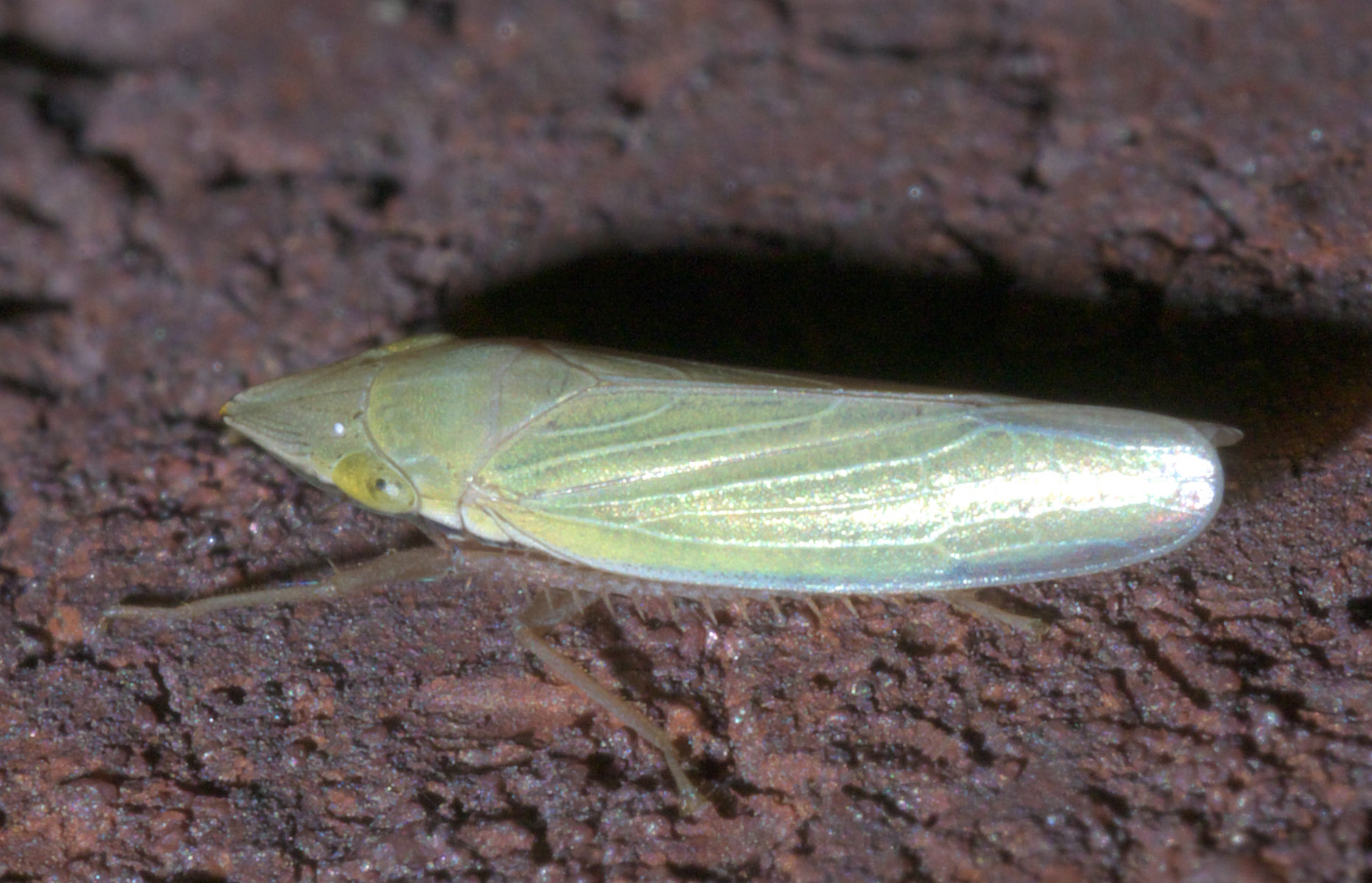
Draeculacephala sp.

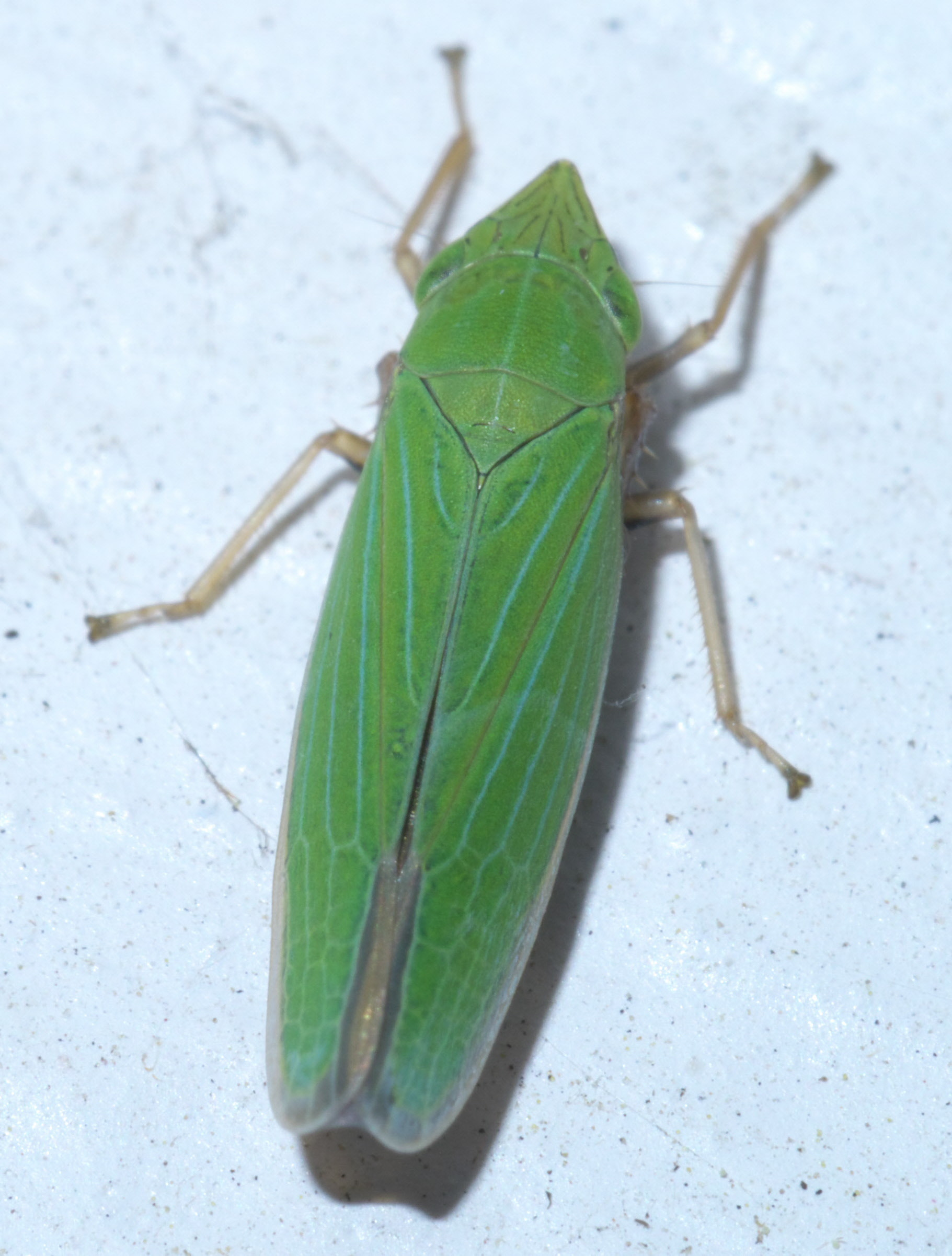
Draeculacephala sp.

Draeculacephala est un genre de cicadelles. C'est l'un des genres de cicadelles les plus communs et les plus répandus au Nouveau Monde.

## Description
Les adultes de la plupart des espèces de Draeculacephala sont de couleur verte, bien que quelques-uns soient de couleur paille. Ils mesurent généralement entre 6 et 11 mm de longueur, et présentent une tête triangulaire qui se projette vers l'avant en un point,. Ce caractère implique certainement ce nom de genre de « tête de Dracula ». 

## Liste des espèces
Selon GBIF (9 novembre 2024) :
- Draeculacephala albipicta Dietrich, 1994
- Draeculacephala angulifera (Walker, 1851)
- Draeculacephala antica (Walker, 1851)
- Draeculacephala balli Van Duzee, 1915
- Draeculacephala bradleyi Van Duzee, 1915
- Draeculacephala californica Davidson & Frazier, 1949
- Draeculacephala clypeata Osborn, 1926
- Draeculacephala constricta Davidson & DeLong, 1943
- Draeculacephala crassicornis Van Duzee, 1915
- Draeculacephala floridana Ball, 1901
- Draeculacephala inscripta Van Duzee, 1915
- Draeculacephala minerva Ball, 1927
- Draeculacephala mollipes (Say, 1830)
- Draeculacephala navicula Hamilton, 1985
- Draeculacephala noveboracensis (Fitch, 1851)
- Draeculacephala pagoda Ball, 1927
- Draeculacephala paludosa Ball & China, 1933
- Draeculacephala portola Ball, 1927
- Draeculacephala prasina
- Draeculacephala producta (Walker, 1851)
- Draeculacephala quetzalcoatli Blanco-Rodríguez & Pinedo-Escatel, 2022
- Draeculacephala robinsoni Hamilton, 1967
- Draeculacephala savannahae Hamilton, 1985
- Draeculacephala septemguttata (Walker, 1851)
- Draeculacephala soluta Gibson, 1919
- Draeculacephala tucumanensis Dietrich, 1994
- Draeculacephala youngi Dietrich, 1994
- Draeculacephala zeae Hamilton, 1985

## Systématique
Le nom valide complet (avec auteur) de ce taxon est Draeculacephala Ball (d), 1901.
Draeculacephala a pour synonymes :
- Carneocephala Ball, 1927
- Carneophala Ball, 1927
- Draculacephala Ball, 1901
- Draculaecephala Ball, 1901
- Draecelacephala Ball, 1901
- Draecuacephala Ball, 1901
- Draecucephala Ball, 1901
- Draeculocephala Ball, 1901